# Cleome domingensis
Cleome domingensis är en paradisblomsterväxtart som beskrevs av Hugh Hellmut Iltis. Cleome domingensis ingår i släktet paradisblomstersläktet, och familjen paradisblomsterväxter. Inga underarter finns listade i Catalogue of Life.